# 橋弁慶山

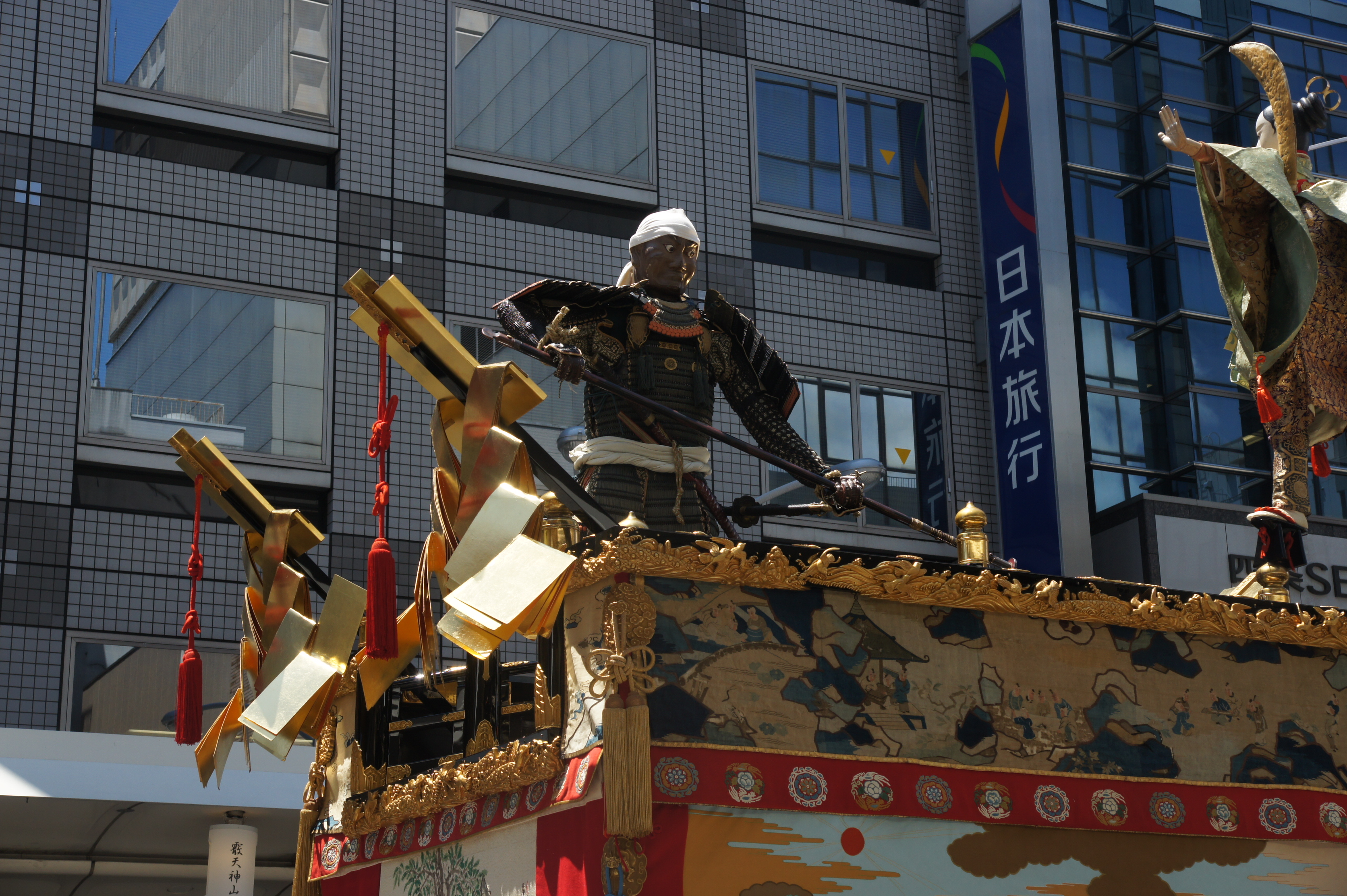
橋弁慶山

橋弁慶山（はしべんけいやま）は、祇園祭の後祭に巡行する山。

## 概要
この山は謡曲『橋弁慶』を取材し、五条大橋（当時の五条大橋がかかる五条大路は現在の松原通にあたる）で弁慶と牛若丸（後の源義経）が戦う場面を人形に仕立てたもの。「くじ取らず」で2012年からの後の巡行，及び2014年からの後祭巡行の先頭を行く。1962年5月23日、重要有形民俗文化財に指定された。